# دورة النوم

عينة مخطط كهربية الدماغ للنوم [hypnogram] توضح دورة نوم واحدة (الأولى من الليل) من حركة العين غير السريعة (NREM) إلى حركة العين السريعة (REM).

دورة النوم (بالإنجليزية: Sleep cycle)‏ عبارة عن تذبذب بين مراحل النوم ذات الموجة البطيئة وحركة العين السريعة (المتناقضة). يطلق عليها أحيانًا دورة النوم الفائقة (ultradian sleep cycle)، أو دورة النوم والحلم (sleep–dream cycle)، أو دورة (REM-NREM)، لتمييزها عن التناوب اليوماوي بين النوم واليقظة. عند البشر، تستغرق هذه الدورة من 70 إلى 110 دقيقة (90 ± 20 دقيقة). داخل نوم البالغين والرضع هناك تقلبات دورية بين النوم الهادئ والنشط. قد تستمر هذه التقلبات أثناء اليقظة كدورات نشاط الراحة ولكن من الصعب تمييزها.

## الصفات
يُظهر تخطيط كهربية الدماغ توقيت دورات النوم بحكم التمييز الملحوظ في موجات الدماغ التي تظهر أثناء نوم حركة العين السريعة والنوم غير الريمي. يظهر نشاط موجة دلتا [الإنجليزية]، المرتبط بالنوم البطيء (العميق)، على وجه الخصوص، تذبذبات منتظمة طوال ليلة النوم الجيد. ترتبط إفرازات الهرمونات المختلفة، بما في ذلك الرينين وهرمون النمو والبرولاكتين، بشكل إيجابي مع نشاط موجة الدلتا في حين أن إفراز الهرمون المحفز للغدة الدرقية يرتبط عكسيا. من المتوقع أيضًا أن يرتبط تقلب معدل ضربات القلب، المعروف بتزايده أثناء حركة العين السريعة، عكسيًا مع تذبذبات موجة دلتا خلال دورة مدتها 90 دقيقة تقريبًا.
من أجل تحديد مرحلة النوم التي يكون فيها الشخص النائم، يتم دمج تخطيط كهربية الدماغ مع الأجهزة الأخرى المستخدمة لهذا التمايز. يعد تخطيط كهربية العضل (EMG) طريقة حاسمة للتمييز بين مراحل النوم: على سبيل المثال، يعد انخفاض توتر العضلة بشكل عام من سمات الانتقال من الاستيقاظ إلى النوم، وأثناء نوم حركة العين السريعة، هناك حالة وهن العضلات (الشلل)، مما يؤدي إلى غياب الإشارات في مخطط كهربية العضل (EMG).
تخطيط كهربية العين (EOG)، وهو قياس حركة العينين، هو الطريقة الثالثة المستخدمة في قياس بنية النوم؛ على سبيل المثال، يتميز نوم حركة العين السريعة، كما يشير الاسم، بنمط حركة العين السريعة، والذي يمكن رؤيته بفضل مخطط كهربية العين.
علاوة على ذلك، فإن الأساليب المستندة إلى المعلمات القلبية التنفسية تكون أيضًا فعالة في تحليل بنية النوم - إذا كانت مرتبطة بالقياسات الأخرى المذكورة أعلاه (مثل تخطيط كهربية الدماغ، وتخطيط كهربية العين، وتخطيط كهربية العضل).
تحدث وظائف الاستتباب، وخاصة التنظيم الحراري، بشكل طبيعي أثناء مرحلة نوم حركة العين غير السريعة، ولكن ليس أثناء مرحلة حركة العين السريعة. وهكذا، أثناء نوم حركة العين السريعة، تميل درجة حرارة الجسم إلى الابتعاد عن مستواها المتوسط، وأثناء مرحلة نوم حركة العين غير السريعة، تعود إلى وضعها الطبيعي. وبالتالي فإن التناوب بين المراحل يحافظ على درجة حرارة الجسم ضمن نطاق مقبول.
عند البشر، يكون الانتقال بين حركة العين غير السريعة وحركة العين السريعة مفاجئًا؛ وفي الحيوانات الأخرى يكون الأمر أقل من ذلك.
اقترح الباحثون نماذج مختلفة لتوضيح الإيقاع المعقد للعمليات الكهروكيميائية التي تؤدي إلى التناوب المنتظم بين نوم حركة العين السريعة ونوم حركة العين غير السريعة. تكون الأمينات الأحادية نشطة خلال حركة العين غير السريعة، ولا تكون كذلك خلال حركة العين السريعة، في حين أن الأسيتيل كولين أكثر نشاطًا أثناء حركة العين السريعة. اقترح نموذج التفاعل المتبادل (reciprocal interaction) المقترح في السبعينيات وجود عطاء وأخذ دوري بين هذين النظامين. تشمل النظريات الأحدث، مثل نموذج "flip-flop"، الذي تم اقتراحه في العقد الأول من القرن الحادي والعشرين، الدور التنظيمي للناقل العصبي المثبط لحمض الغاما أمينوبوتيريك (GABA).

## طول دورة النوم

رسم تخطيطي لدورة النوم العادية

الرقم القياسي المعطى لمتوسط طول دورة النوم لدى الرجل البالغ هو 90 دقيقة.
- المرحلة 1: يحدث عندما يشعر الشخص بالنعاس أو الاستيقاظ قبل النوم. تبدأ موجات الدماغ ونشاط العضلات في الانخفاض في هذه المرحلة.
- المرحلة 2: هو عندما يعاني الشخص من نوم خفيف. تتوقف حركة العين بحلول هذا الوقت، وينخفض تردد موجة الدماغ وتوتر العضلات. كما ينخفض معدل ضربات القلب ودرجة حرارة الجسم.
- المرحلتين 3 4: هي أصعب مراحل الاستيقاظ. أصبح الآن كل جزء من الجسم مسترخيًا، وانخفض التنفس وضغط الدم ودرجة حرارة الجسم. تناقش مؤسسة النوم الوطنية المراحل المختلفة لنوم حركة العين غير السريعة وأهميتها. يصفون نوم حركة العين السريعة بأنه "حالة فريدة تحدث فيها الأحلام عادةً. يكون الدماغ مستيقظًا والجسم مشلولًا". تحدث هذه المرحلة الفريدة عادة عندما يحلم الشخص.[13][11] تم نشر الرقم 90 دقيقة لمتوسط طول دورة النوم من قبل ناثانيال كليتمان (Nathaniel Kleitman) حوالي عام 1963.[14] مصادر أخرى تعطي بين 90 و 110 دقيقة[3] أو 80 و 120 دقيقة.[4]

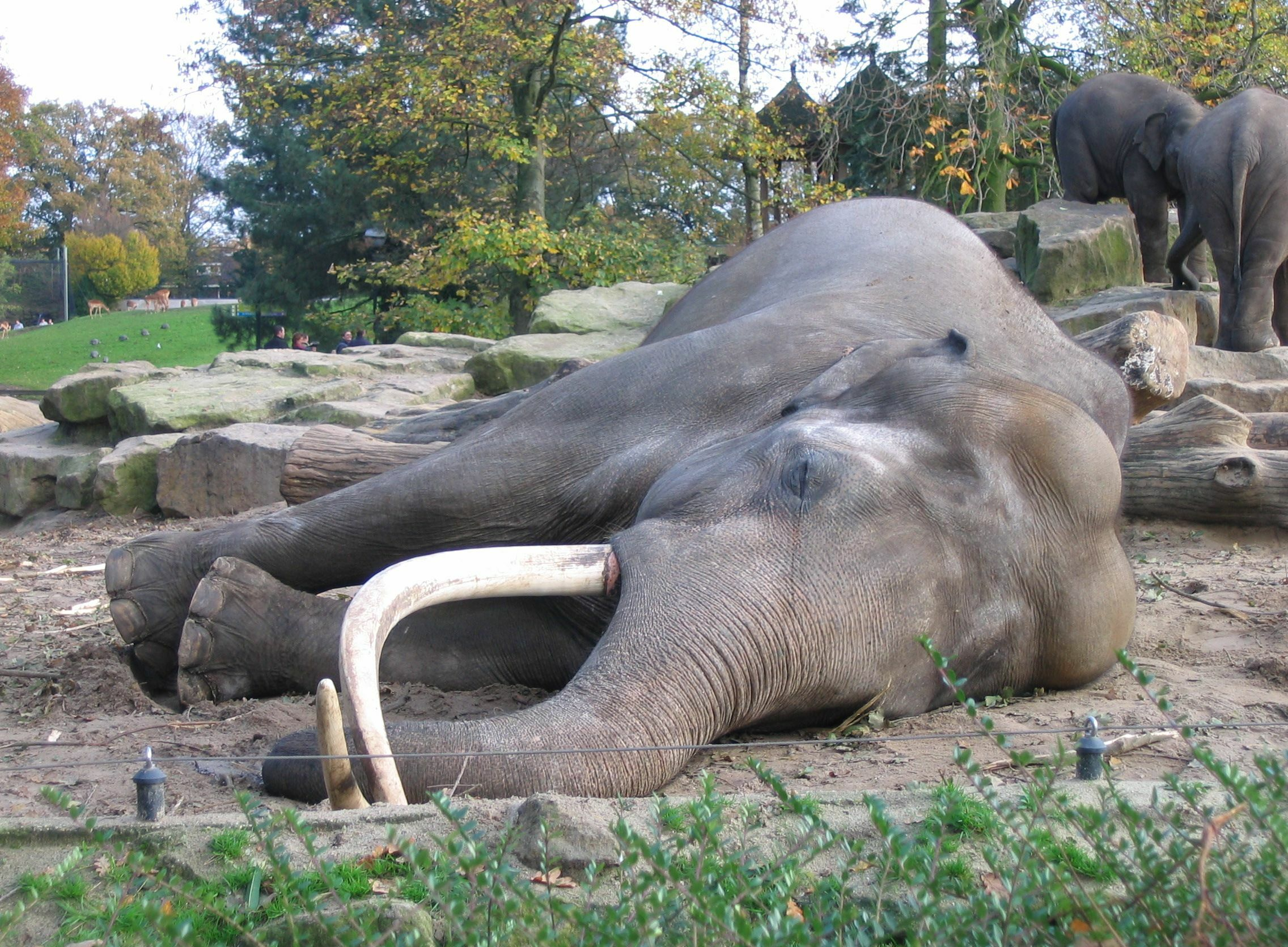
يُعتقد أن الفيل الآسيوي الأسير (في الصورة) لديه دورة نوم مدتها 72 دقيقة.

عند الرُّضّع، تستمر دورة النوم حوالي 50-60 دقيقة؛ ويزداد متوسط الطول مع نمو الإنسان إلى مرحلة البلوغ. عند القطط، تستمر دورة النوم حوالي 30 دقيقة، وتصل إلى حوالي 12 دقيقة عند الجرذان، وإلى 120 دقيقة عند الفيلة. (في هذا الصدد، يبدو أن نشأة دورة النوم متناسبة مع عمليات التمثيل الغذائي، والتي تختلف بتناسب حجم الكائن الحي. ومع ذلك، فإن دورات النوم الأقصر التي تم اكتشافها في بعض الأفيال تزيد من تعقيد هذه النظرية.)
يمكن تعريف الدورة بأنها تستمر من نهاية فترة حركة العين السريعة إلى نهاية الفترة التالية، أو من بداية مرحلة حركة العين السريعة، أو من بداية المرحلة الثانية من حركة العين غير السريعة. (إن القرار الخاص بكيفية تحديد الفترات يحدث فرقًا لأغراض البحث، بسبب التضمين أو الاستبعاد الذي لا يمكن تجنبه لأول حركة لحركة العين غير السريعة في الليل أو مرحلة حركة العين السريعة النهائية إذا كانت تسبق الاستيقاظ مباشرة.)
من المحتمل أن يتضمن النوم الذي يمتد من 7 إلى 8 ساعات خمس دورات، تميل اثنتين منها إلى أن تكون أطول من الأولى والرابعة. تشغل حركة العين السريعة جزءًا أكبر من الدورة مع استمرار الليل.

## الاستيقاظ
يحدث الاستيقاظ غير المبرر بشكل شائع أثناء فترة نوم حركة العين السريعة أو بعدها، حيث ترتفع درجة حرارة الجسم.

## الاستمرار أثناء اليقظة
اكتشف إرنست هارتمان في عام 1968 أن البشر يبدو أنهم يستمرون في إيقاع فائق السرعة لمدة 90 دقيقة تقريبًا طوال 24 ساعة في اليوم، سواء كانوا نائمين أو مستيقظين. وفقًا لهذه الفرضية، خلال فترة هذه الدورة المقابلة لحركة العين السريعة، يميل الأشخاص إلى أحلام اليقظة أكثر ويظهرون قوة عضلية أقل. أشار كليتمان وآخرون من بعده إلى هذا الإيقاع باعتباره دورة الراحة والنشاط الأساسية، والتي ستكون "دورة النوم" أحد مظاهرها. إحدى الصعوبات التي تواجه هذه النظرية هي حقيقة أن المرحلة الطويلة لحركة العين غير السريعة تسبق دائمًا حركة العين السريعة، بغض النظر عن الوقت الذي ينام فيه الشخص في الدورة.

## التغيير
أثبتت دورة النوم أنها مقاومة للتغيير المنهجي بواسطة الأدوية. على الرغم من أن بعض الأدوية تعمل على تقصير فترات حركة العين السريعة، إلا أنها لا تلغي الإيقاع الأساسي. يؤدي الحرمان المتعمد من حركة العين السريعة إلى تقصير الدورة مؤقتًا، حيث يتحرك الدماغ إلى نوم حركة العين السريعة بسهولة أكبر ("ارتداد حركة العين السريعة") في تصحيح واضح للحرمان. هناك طرق مختلفة للتحكم في تغيرات دورات النوم:
- إطفاء جميع الأضواء الاصطناعية:[20] بما أن الضوء الساطع يمكن أن يؤدي إلى تثبيط الإنتاج الطبيعي للميلاتونين، فإن التعرض للضوء – حتى بعد غروب الشمس[21] – قد يمنع الجسم من الشعور بالنعاس (وبالتالي الدخول في مرحلة النوم).
- تقنيات التأمل والاسترخاء[22]
- الابتعاد عن الكافيين قبل النوم:[23] فهذا يضمن عدم تعرض الجسم لتأثيرات الكافيين المنشطة أثناء محاولة النوم.

### المعلومات الكاملة للمراجع
- Mallick, B. N.; S. R. Pandi-Perumal; Robert W. McCarley; and Adrian R. Morrison (2011). Rapid Eye Movement Sleep: Regulation and Function. Cambridge University Press. (ردمك 978-0-521-11680-0)
- Nir, and Tononi, "Dreaming and the Brain: from Phenomenology to Neurophsiology." Trends in Cognitive Sciences, vol. 14, no. 2, 2010, pp. 88–100.
- Varela, F., Engel, J., Wallace, B., & Thupten Jinpa. (1997). Sleeping, dreaming, and dying: An exploration of consciousness with the Dalai Lama.